# Place de l'Amitié (Bruxelles)
Pour les articles homonymes, voir Place de l'Amitié.
La place de l'Amitié (en néerlandais : Vriendschapsplein) est une place bruxelloise de la commune d'Auderghem. La numérotation des habitations sont les 1, 2, 9, 10, 11, 12, 13.

## Historique et description
Cette place fut aménagée, en même temps que les rues avoisinantes, un peu avant que n’éclatait la Première Guerre mondiale. Elle reçut son nom le 9 mai 1913.
Pendant cette période, le quartier de la Chasse Royale connaissait une extension importante grâce aux Brasseries de la Chasse Royale qui s’étaient établies dans ce quartier.
Le 27 juin de la même année, le Collège voulait rebaptiser le lieu place de la Loyauté. Cependant la première appellation revint à nouveau en usage, peut-être pour éviter des confusions avec la rue de la Loyauté, à Jette.
Depuis le 1er mai 1926, on autorisa la pratique du jeu de balle pelote dans l’enceinte de cette place à titre précaire et révocable. Une autorisation provisoire qui a pourtant tenue jusqu’après la Seconde Guerre mondiale.

## Situation et accès
| ___ | Ce site est desservi par la station de métro : Pétillon. |